# Martha Desrumeaux
Martha Desrumeaux (18 de outubro de 1897 — 30 de novembro de 1982) era uma comunista militante e membro da Resistência Francesa.